# سبارك أنلميتد
سبارك أنليميتيد (بالإنجليزية: Spark Unlimited) هي شركة أمريكية مطورة لألعاب الفيديو، تأسست عام 2002.

## الألعاب
- يايبا: نينجا غايدن زي
- لوست بلانت 3
- كول أوف ديوتي: فاينست أور